# Isenbügel
Isenbügel is een stadsdeel van de stad Heiligenhaus in Noordrijn-Westfalen in Duitsland. Isenbügel ligt aan de Uerdinger Linie, in het gebied waar van oorsprong Zuid-Nederfrankisch wordt gesproken. Isenbügel ligt ten zuiden van de Ruhr. 
Isenbügel grenst aan Kettwig vor der Brücke, een stadsdeel van Essen. 